# Чемпионат Азии по волейболу среди женщин 2003
12-й чемпионат Азии по волейболу среди женщин прошёл с 20 по 27 сентября 2003 года в Хошимине (Вьетнам) с участием 10 национальных сборных команд. Чемпионский титул в 10-й раз в своей истории и в 9-й раз подряд выиграла сборная Китая.

## Команды-участницы
Австралия, Вьетнам, Казахстан, Китай, Новая Зеландия, Таиланд, Тайвань, Филиппины, Южная Корея, Япония.

## Система проведения чемпионата
10 команд-участниц на предварительном этапе разбиты на две группы. 8 команд (по четыре лучшие из каждой группы) выходят в четвертьфинал плей-офф и далее по системе с выбыванием определяют итоговую расстановку мест.

## Предварительный этап

### Группа А
| М | Команда     | 1   | 2   | 3   | 4   | 5   | И | В | П | С/П  | О |
| - | ----------- | --- | --- | --- | --- | --- | - | - | - | ---- | - |
| 1 | Китай       |     | 3:1 | 3:0 | 3:0 | 3:0 | 4 | 4 | 0 | 12:1 | 8 |
| 2 | Южная Корея | 1:3 |     | 3:0 | 3:0 | 3:1 | 4 | 3 | 1 | 10:4 | 7 |
| 3 | Казахстан   | 0:3 | 0:3 |     | 3:0 | 3:1 | 4 | 2 | 2 | 6:7  | 6 |
| 4 | Филиппины   | 0:3 | 0:3 | 0:3 |     | 3:2 | 4 | 1 | 3 | 3:11 | 5 |
| 5 | Австралия   | 0:3 | 1:3 | 1:3 | 2:3 |     | 4 | 0 | 4 | 4:12 | 4 |

20 сентября: Филиппины — Австралия 3:2 (23:25, 25:22, 25:14, 12:25, 15:12); Китай — Казахстан 3:0 (25:12, 25:13, 25:14).
21 сентября: Южная Корея — Австралия 3:1 (25:16, 20:25, 25:13, 25:13); Китай — Филиппины 3:0 (25:16, 25:7, 25:22).
22 сентября: Китай — Южная Корея 3:1 (25:21, 25:13, 28:30, 25:21); Казахстан — Филиппины 3:0 (25:15, 25:12, 25:14).
23 сентября: Южная Корея — Казахстан 3:0 (25:18, 25:14, 25:20); Китай — Австралия 3:0 (25:14, 25:19, 25:17).
24 сентября: Казахстан — Австралия 3:1 (19:25, 25:14, 25:17, 25:13); Южная Корея — Филиппины 3:0 (25:14, 25:10, 25:7).

### Группа В
| М | Команда        | 1   | 2   | 3   | 4   | 5   | И | В | П | С/П  | О |
| - | -------------- | --- | --- | --- | --- | --- | - | - | - | ---- | - |
| 1 | Япония         |     | 3:0 | 3:1 | 3:0 | 3:0 | 4 | 4 | 0 | 12:1 | 8 |
| 2 | Таиланд        | 0:3 |     | 3:1 | 3:0 | 3:0 | 4 | 3 | 1 | 9:4  | 7 |
| 3 | Тайвань        | 1:3 | 1:3 |     | 3:0 | 3:0 | 4 | 2 | 2 | 8:6  | 6 |
| 4 | Вьетнам        | 0:3 | 0:3 | 0:3 |     | 3:0 | 4 | 1 | 3 | 3:9  | 5 |
| 5 | Новая Зеландия | 0:3 | 0:3 | 0:3 | 0:3 |     | 4 | 0 | 4 | 0:12 | 4 |

20 сентября: Япония — Таиланд 3:0 (25:18, 25:23, 25:15); Вьетнам — Новая Зеландия 3:0 (25:19, 25:7, 25:16).
21 сентября: Япония — Вьетнам 3:0 (25:14, 25:12, 31:29); Тайвань — Новая Зеландия 3:0 (25:8, 25:15, 25:8).
22 сентября: Япония — Тайвань 3:1 (25:21, 21:25, 25:21, 25:12); Таиланд — Вьетнам 3:0 (25:18, 25:12, 25:14).
23 сентября: Япония — Новая Зеландия 3:0 (25:11, 25:17, 25:17); Таиланд — Тайвань 3:1 (21:25, 25:17, 25:21, 25:20).
24 сентября: Таиланд — Новая Зеландия 3:0 (25:17, 25:14, 25:7); Тайвань — Вьетнам 3:0 (25:22, 25:13, 25:21).

## Матч за 9-е место
25 сентября
Австралия — Новая Зеландия 3:0 (25:19, 25:16, 25:19)

## Плей-офф

### Четвертьфинал
25 сентября
Китай — Вьетнам 3:0 (25:18, 25:13, 25:10)
Япония — Филиппины 3:0 (25:16, 25:23, 25:17)
Южная Корея — Тайвань 3:0 (25:19, 25:15, 25:14)
Таиланд — Казахстан 3:0 (25:20, 25:18, 25:19)

### Полуфинал за 1—4 места
26 сентября
Китай — Таиланд 3:0 (25:17, 25:19, 25:17)
Япония — Южная Корея 3:0 (26:24, 25:21, 25:19)

### Полуфинал за 5—8 места
26 сентября
Тайвань — Филиппины 3:0 (25:18, 25:16, 25:11)
Вьетнам — Казахстан 3:2 (25:16, 19:25, 16:25, 25:18, 15:9)

### Матч за 7-е место
27 сентября
Казахстан — Филиппины 3:0 (отказ Филиппин)

### Матч за 5-е место
27 сентября
Тайвань — Вьетнам 3:0 (25:18, 25:19, 25:15)

### Матч за 3-е место
27 сентября
Южная Корея — Таиланд 3:1 (23:25, 25:12, 25:12, 25:14)

### Финал
27 сентября
Китай — Япония 3:0 (25:21, 25:23, 25:15)

## Итоги

### Положение команд
| Китай       | 6. Вьетнам         |
| Япония      | 7. Казахстан       |
| Южная Корея | 8. Филиппины       |
| 4. Таиланд  | 9. Австралия       |
| 5. Тайвань  | 10. Новая Зеландия |

### Призёры
Китай: Фэн Кунь, Ян Хао, Лю Яньань, Чу Цзиньлин, Ли Шань, Чжоу Сухун, Чжао Жуйжуй, Чжан Юэхун, Чэнь Цзин, Сун Нина, Ван Лина, Чжан На. Главный тренер — Чэнь Чжунхэ.
  Япония: Томоко Ёсихара, Юкико Утида, Мики Сасаки, Канако Омура, Ёсиэ Такэсита, Хироми Судзуки, Миюки Такахаси, Макико Хорай, Юко Сано, Сатико Сугияма, Кана Ояма, Мэгуми Курихара. Главный тренер — Сёити Янагимото.
  Южная Корея: Хон Ми Сон, Ли Сук Чжа, Ли Юн Хи, Ким Са Ни, Чхве Кван Хи, Нам Чже Юн, Ким Ми Чжин, Ли Мён Хи, Чжон Дэ Ён, Ким Ю Чжин, Ким Хён Сок. Главный тренер — Ким Чёль Ён.

### Индивидуальные призы
MVP:  Чжао Жуйжуй
Лучшая нападающая:  Миюки Такахаси
Лучшая блокирующая:  Чжао Жуйжуй
Лучшая на подаче:  Ян Хао
Лучшая в защите:  Фань Хсин Вэнь
Лучшая связующая:  Ёсиэ Такэсита
Лучшая на приёме:  Чжан На
Самая результативная:  Чхве Кван Хи